# Neaeromya myaciformis
Neaeromya myaciformis är en musselart som först beskrevs av Dall 1916.  Neaeromya myaciformis ingår i släktet Neaeromya och familjen Lasaeidae. Inga underarter finns listade i Catalogue of Life.